# یوهان آلفرد آندر
یوهان آلفرد آندر (به سوئدی: Johan Alfred Ander) (۲۷ نوامبر ۱۸۷۳ — ۲۳ نوامبر ۱۹۱۰) قاتل اهل سوئد و آخرین فردی بود که در آن کشور اعدام شد. او همچنین یگانه کسی است که در سوئد با استفاده از گیوتین اعدام شد.
یوهان که از طریق مهمانخانه‌داری امرار معاش می‌کرد، اما با ورشکستگی در استرنگنس در سال ۱۸۸۹ و بعداً در هلسینکی در سال ۱۹۰۳، دچار مشکلات مالی شد. او در فاصله ۱۹۰۰ تا ۱۹۰۹ جمعاً سه بار به اتهام سرقت زندانی شده بود. در روز پنجم ژانویهٔ ۱۹۱۰ اقدام به سرقت از یک صرافی در استکهلم کرد که در جریان این سرقت کارمند صرافی به دلیل ضرب و شتم جان خود را از دست داد. بعد از سرقت کارکنان هتلی در نزدیکی صرافی، رفتار مشکوک یکی از ساکنان هتل را به پلیس گزارش دادند. این فرد که یوهان آندر بود، در آن زمان در هتل حضور نداشت و در بازرسی پلیس از اتاقش چمدانی خون‌آلود حاوی بخشی از پول‌های سرقت شده و کیف پول مقتول پیدا شد. کمی بعد از آن یوهان در خانه پدری‌اش در وکسهلم بازداشت شد.
در جریان محاکمه، یوهان سرقت را انکار و ادعا کرد پول‌ها را از فردی خارجی و ناشناس که در هتل با او آشنا شده بود گرفته. وی در نهایت بدون اعتراف به قتل، به اعدام محکوم شد. او اقدام به درخواست عفو از پادشاه نکرد. هرچند درخواست عفوی که از سوی پدر او ارسال شده بود، توسط گوستاو پنجم رد شد. به این ترتیب بعد از نزدیک به ده سال او اولین فردی بود که در سوئد اعدام می‌شد. وی در ۲۳ نوامبر ۱۹۱۰ در زندان لُنگهلمن در استکهلم توسط گیوتین اعدام شد.